# Stenanthemum yorkense
Stenanthemum yorkense är en brakvedsväxtart som beskrevs av Barbara Lynette Rye. Stenanthemum yorkense ingår i släktet Stenanthemum och familjen brakvedsväxter. Inga underarter finns listade i Catalogue of Life.